# Cattau

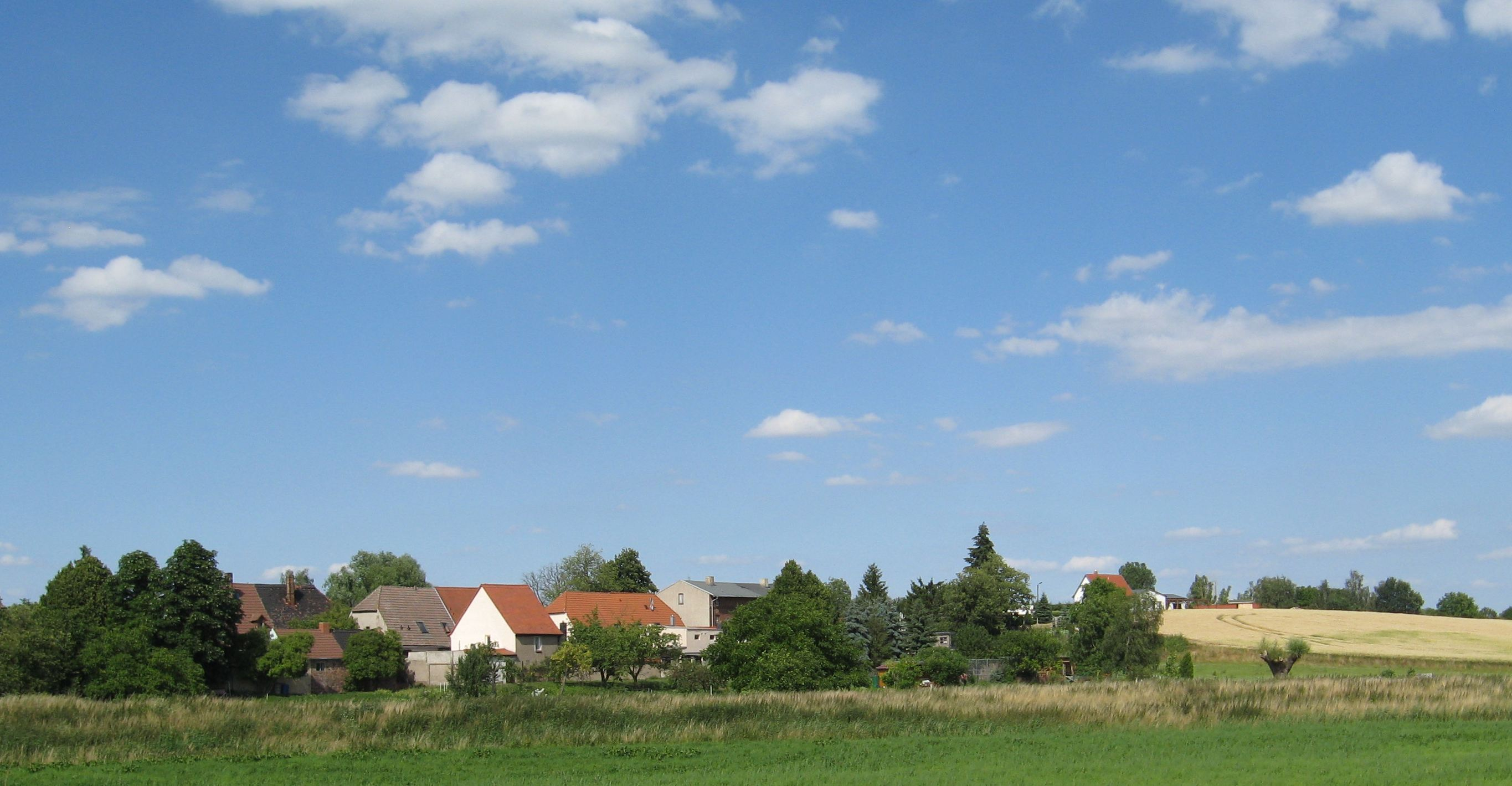
Cattau 2008

Cattau ist ein Ortsteil der Stadt Südliches Anhalt im Landkreis Anhalt-Bitterfeld in Sachsen-Anhalt. Bis zum 31. Dezember 2009 gehörte Cattau zur Gemeinde Wieskau.

## Geographische Lage
Cattau liegt etwa 1,5 Kilometer westlich von Wieskau. Etwa 2,5 Kilometer nördlich liegt Piethen, zwei Kilometer westlich Werdershausen und 1,5 Kilometer südlich Gottgau und Löbejün. Unmittelbar südlich der Ortslage verläuft die Fuhne.

## Geschichte
Die erste urkundliche Erwähnung Cattaus stammt – je nach Quelle – aus dem Jahr 973 oder aus dem Jahr 1182. Die Bezeichnungen für die Siedlungen waren u. a. Kotenni, Catowa und Kathowe. Kaiser Otto III. schenkte das Gebiet dem Kloster Nienburg. Das Dorf war damals in Klein Kattau und Groß Kattau geteilt. Dem Kloster gehörten 1205 von Groß Kattau 12,5 Hufen, von Klein Kattau 10 Hufen.
Um 1379 stand Cattau unter der Gerichtsbarkeit des Magdeburger Dompropstes. Anfang des 14. Jahrhunderts wird mit Petrus de Kathawe erstmals ein Mitglied des Adelsgeschlechts, welches sich nach dem Dorf benannte, urkundlich erwähnt. 1516 lag das Dorf wüst. Das Kloster Nienburg verkaufte das Land daher an die nahegelegene Stadt Löbejün. Anfang des 18. Jahrhunderts kaufte Fürst Leopold von Anhalt-Köthen das Gebiet und ließ ein Vorwerk anlegen. Seitdem gehörte der Ort zu Anhalt, der Nachbarort Wieskau hingegen zum preußischen Saalkreis.
Am 1. Juli 1950 erfolgte die Eingemeindung nach Wieskau, mit dem es seit dem 1. Juli 2010 zur Stadt Südliches Anhalt gehört.

### Einwohnerentwicklung
1933 hatte Cattau 91 Einwohner, 1939 lebten 98 Menschen in Cattau.

## Verkehr
In Cattau beginnt die Landstraße L146 in nordwestlicher Richtung. In Nord-Süd-Richtung wird das Dorf von der Landstraße L147 durchquert, die südlich der Ortslage über den Fuhneübergang bei Cattau die Fuhne quert. Etwa vier Kilometer südwestlich liegt die Bundesautobahn 14 mit der Auffahrt Löbejün.